# Sam Cronin
 Sam Cronin  (Atlanta, Georgia, Estados Unidos; 12 de diciembre de 1986) es un futbolista estadounidense. Juega como mediocampista y actualmente se encuentra sin equipo, su último club fue el Minnesota United de la Major League Soccer de Estados Unidos.

## Selección nacional
Ha sido internacional con la selección de fútbol de Estados Unidos en 2 ocasiones. 

### Participaciones en Copa de Oro
| Copa de Oro      | Sede           | Resultado  |
| ---------------- | -------------- | ---------- |
| Copa de Oro 2009 | Estados Unidos | Subcampeón |

## Clubes
| Club                 | País           | Año         |
| -------------------- | -------------- | ----------- |
| Carolina Dynamo      | Estados Unidos | 2005 - 2008 |
| Toronto FC           | Canadá         | 2009 - 2010 |
| San Jose Earthquakes | Estados Unidos | 2010 - 2014 |
| Colorado Rapids      | Estados Unidos | 2015 - 2017 |
| Minnesota United     | Estados Unidos | 2017 - 2018 |

## Palmarés

### Campeonatos nacionales
| Título                 | Club                 | País           | Año  |
| ---------------------- | -------------------- | -------------- | ---- |
| Campeonato Canadiense  | Toronto FC           | Canadá         | 2009 |
| Campeonato Canadiense  | Toronto FC           | Canadá         | 2010 |
| MLS Supporters' Shield | San Jose Earthquakes | Estados Unidos | 2012 |